# Юрик, Сол
Сол Ю́рик (англ. Sol Yurick; 18 января 1925 — 5 января 2013) — американский писатель, известный более всего как автор романа «Воины» (The Warriors; 1965), по которому был снят фильм «Воины» в 1979 году.

## Биография
Родился в 1925 году в рабочей семье политически активных еврейских иммигрантов. Вырос в Бронксе. В возрасте 14 лет Юрик разочаровался в политике после пакта Молотова — Риббентропа. Поступил на службу во время Второй мировой войны, где обучался по специальности хирургический техник. После войны учился в Нью-Йоркском университете, по литературной специальности. После окончания института поступил на работу в отдел соцобеспечения как социальный исследователь. Там он проработал до начала 1960-х, после чего подписался на полный рабочий день.
Юрик был вовлечен в организацию «Студенты за демократическое общество» и антивоенное движение в это время. В 1968 году он подписал «Налоговый Протест Писателей и Редакторов войны» в залог пообещав отказаться от налоговых платежей в знак протеста против войны во Вьетнаме.
В 1972 году Юрик был удостоен стипендии Гуггенхайма.
Скончался 5 января 2013 года от рака лёгкого.

## Произведения
- Воины (1965)
- Фертига (1966)
- Сумка (1968)
- Просто кто то любит тебя (1972)
- Остров Смерти (1976)
- Ричард A (1981)
- Behold Metatron, the Recording Angel (1985)
- Исповедь (1999)